# Ĝ
Cette page contient des caractères spéciaux ou non latins. S’ils s’affichent mal (▯, ?, etc.), consultez la page d’aide Unicode.
Ĝ (minuscule : ĝ), appelé G accent circonflexe, est une lettre additionnelle latine, utilisée dans l’écriture de l’aléoute, de l’espéranto ou du toba.
Il s’agit de la lettre G diacritée d’un accent circonflexe.

## Utilisation
En espéranto, Ĝ est la neuvième lettre de l’alphabet (entre G et H), elle représente le phonème /d͡ʒ/ affriqué, le son de dj dans le français « Djibouti ». En cas d’impossibilité d’utiliser cette lettre (par exemple si elle n’est pas disponible sur le clavier), elle peut être remplacée par gh (comme préconisé dans le Fundamento de Esperanto) ou gx.
On le retrouve par exemple dans les mots aĝo (« âge »), reĝo (« roi »), ĝojo (« joie »).
En aléoute, cette lettre représente le son /ʁ/.

## Représentations informatiques
Le G accent circonflexe peut être représente avec les caractères Unicode suivants :
- précomposé (latin étendu A)[1] :

| formes    | représentations | chaînes de caractères | points de code | descriptions                                 |
| --------- | --------------- | --------------------- | -------------- | -------------------------------------------- |
| majuscule | Ĝ               | Ĝ                     | U+011C         | lettre majuscule latine g accent circonflexe |
| minuscule | ĝ               | ĝ                     | U+011D         | lettre minuscule latine g accent circonflexe |

- décomposé (latin de base, diacritiques) :

| formes    | représentations | chaînes de caractères | points de code | descriptions                                             |
| --------- | --------------- | --------------------- | -------------- | -------------------------------------------------------- |
| majuscule | Ĝ               | G◌̂                    | U+0047 U+0302  | lettre majuscule latine g diacritique accent circonflexe |
| minuscule | ĝ               | g◌̂                    | U+0067 U+0302  | lettre minuscule latine g diacritique accent circonflexe |